# Make Me Famous
Make Me Famous — українсько-американський рок-гурт з міста Балтімор. Гурт Make Me Famous складається з п'яти осіб і грає в стилі пост-хардкор. Таке ім'я гурт обрав, щоб звернути увагу на безліч вад нинішньої молоді.

## Історія
Гурт був заснований Денисом Шафоростовим у 2009 році, який на початку творчої кар'єри викладав вокал і гітарні кавери на популярні групи на Youtube канал «Above92» та досяг чималої кількості переглядів. Об'єднавши свої зусилля з бек-вокалістом Сергієм Кравченком та басистом Сергієм Хохловим, вони почали писати свій музичний матеріал. Пізніше до них приєдналися гітарист Ігор Ястрєбов і ударник Дасті Боулс.
У 2011 році гурт підписує контракт з американським лейблом Sumerian Records (працює з такими гуртами, як Asking Alexandria, Periphery, Born of Osiris, Veil of Maya, The Faceless та іншими) та переїжджає у США.
27 березня 2012 року вийшов дебютний альбом гурту під назвою «It's Now or never». Також в альбомі в ролі гостьових вокалів були присутні вокалісти Тайлер Картер з гурту Woe, Is Me, Джоні Франк з Attack Attack!.
У листопаді 2012 гурт вирушить у тур по США, разом з такими американськими гуртами, як Attila, I Am King та Get Scared. 24 листопада в окрузі Сан-Бернардіно на одній сцені з Killswitch Engage, Asking Alexandria, As I Lay Dying, Suicide Silence, Black Veil Brides та іншими відомими гуртами Make Me Famous виступили на California Metalfest. Також в кінці листопада гурт заявив про припинення своєї кар'єри після туру через непорозуміння з вокалістом Денисом Шафоростовим. Тур проводиться без його участі.
Після конфлікту учасників гурту з Денисом на початку 2013 року, гурт вирішив почати все «з чистого аркуша» під назвою Oceans Red. Денис, своєю чергою, створив новий колектив під назвою «Down & Dirty». На початку 2015 Денис Шафоростов став новим вокалістом гурту Asking Alexandria.

## Склад
Останній склад
- Сергій Кравченко — екстрім-вокал, бек-вокал, клавішні (2010—2013)
- Сергій Хохлов — бас-гітара (2010—2013)
- Ігор «Jimmy X Rose» Ястребов — ритм-гітара (2010—2013)
- Дасті Боулс — барабани (2011—2013)

Інші учасники
- Денис Шафоростов — чистий вокал, екстрім-вокал, соло-гітара, клавішні (2010—2012)

## Дискографія
- 2011 — Keep This In Your Music Player (EP)
- 2012 — Now or Never

## Відеографія

### Кліпи
- Make It Precious (2011)[5]
- Make It Precious (acoustic) (2011)[6]
- Blind Date 101 (2012)